# تکاور (فیلم ۱۹۸۸)
«تکاور» (انگلیسی: Commando (1988 film)) یک فیلم است که در سال ۱۹۸۸ منتشر شد. از بازیگران آن می‌توان به آمریش پاری اشاره کرد.